# Herdenkingskerk Sint-Job
De Herdenkingskerk Sint-Job (Russisch: Церковь в честь святого праведного Иова Многострадального, Kerk ter ere van het lijden van de heilige en rechtvaardige Job) is een Russisch-orthodoxe kerk in Ukkel.

## Geschiedenis
De kerk is gebouwd door emigranten die de Russische Revolutie waren ontvlucht. Ze begonnen fondsen in te zamelen in 1928 en konden de eerste steen leggen op 2 februari 1936. De architect-schilder Nicolaj Istselenov werd bijgestaan door een comité. De patroonheilige Sint-Job is gekozen omdat zijn feestdag, 19 mei, samenvalt met de verjaardag van tsaar Nicolaas II, aan wiens herinnering de kerk is opgedragen. Meer algemeen was ze bedoeld om het lijden van de keizerlijke familie en de slachtoffers van de revolutie te herdenken.
Het gebouw was nagenoeg af in 1938, maar werd pas na de Tweede Wereldoorlog, op 1 oktober 1950, ingewijd door de metropoliet Anastasius (1873-1965).
In juli 1984 zijn de kerk, de pastorij en aanhorigheden als monument beschermd.

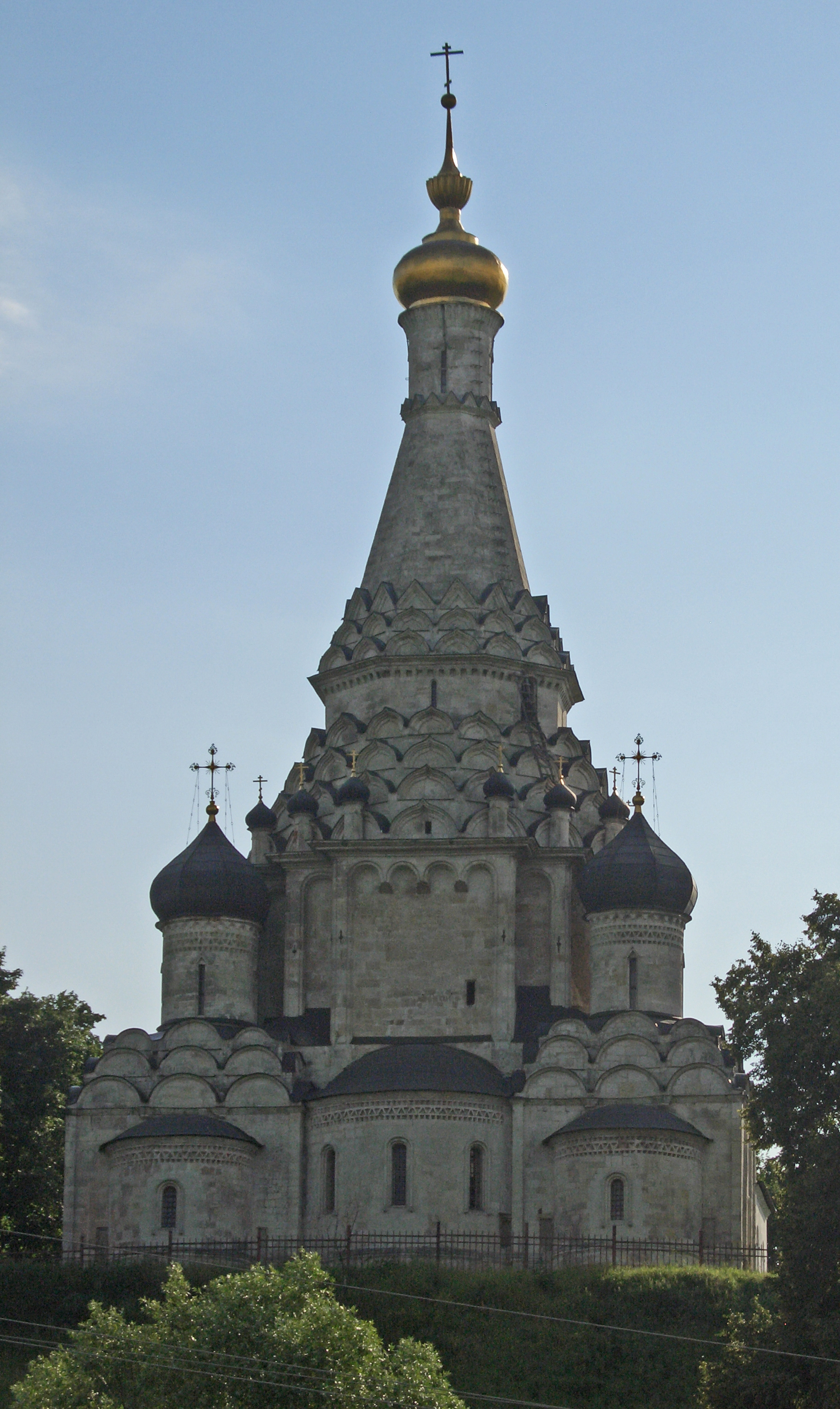
Transfiguratiekerk van Ostrov

## Beschrijving
Het model voor de kerk waren de zijkapellen van de 16e-eeuwse Transfiguratiekerk van het dorp Ostrov in de oblast Moskou. Het resultaat is een gebouw in oudrussische stijl met een typische uienkoepel. Binnen zijn herdenkingsplaten aangebracht met de namen van bolsjevistische slachtoffers.